# Kaggalahalli, Kanakapura
Kaggalahalli là một làng thuộc tehsil Kanakapura, huyện Ramanagara, bang Karnataka, Ấn Độ.